# Eurasien (1984)
Eurasien er én af de tre superstater i romanen 1984 af George Orwell, Staten omfatter det europæiske kontinent, vore dages Rusland og en del af Manchuriet, Mongoliet, det nordlige Afrika og Mellemøsten. Den politiske idoelogi er neo-bolsjevisme.
Eurasien afspejler sandsynligvis, hvordan Orwell forestillede sig, at Sovjetunionen ville udvikle sig både økonomisk og geografisk. Man får ikke meget at vide om staten i romanen, men man kan forestille sig, at den fungerer på nogenlunde samme måde som USSR, og når man påtænker, at store dele af staten og dets befolkning er russisk, kan man antage, at det officielle sprog også er russisk (som i Sovjetunionen).
Historisk set har Eurasien været i krig med både Østasien og Oceanien om de omstridte områder i verden. Det er meget muligt, at hele verden blev totalitær pga. påvirkninger fra Eurasien. Det vides ikke, hvordan Eurasien kom til at dominere resten af Europa, men det har sandsynligvis fundet sted pga. en kraftig konstant påvirkning og en voldsom krig eller en sammensmeltning af den Europæiske Union (eller noget tilsvarende) og Sovjetunionen, hvilket resulterede i, at magten vippede over til den sovjetiske side – derfor den kommunistiske og neo-bolsjevistiske ideologi.

Denne artikel er en oversættelse af artiklen Eurasia (Nineteen Eighty-Four) på den engelske Wikipedia. Oversættelsen tager i sin sprogbrug desuden udgangspunkt i den danske udgave af 1984 (Gyldendals Tranebøger 1973), oversat af Paul Monrad.